# Nyakisi Adero
Nyakisi Adero (ur. 2 lipca 1986) – ugandyjska lekkoatletka, długodystansowiec, olimpijczyk.
Reprezentowała Ugandę na igrzyskach olimpijskich 2016 w Rio w biegu  maratońskim. Bieg ukończyła na 68. miejscu z czasem 2:42:39. 

## Osiągnięcia
| Rok  | Impreza                                   | Miejsce        | Konkurencja   | Lokata      | Wynik   |
| ---- | ----------------------------------------- | -------------- | ------------- | ----------- | ------- |
| 2009 | Mistrzostwa świata w półmaratonie         | Birmingham     | półmaraton    | 36. miejsce | 1:14:17 |
| 2012 | Mistrzostwa świata w półmaratonie         | Kawarna        | półmaraton    | 28. miejsce | 1:15:26 |
| 2015 | Mistrzostwa świata w biegach przełajowych | Guiyang        | bieg seniorek | 24. miejsce | 28:31   |
| 2016 | Igrzyska olimpijskie                      | Rio de Janeiro | maraton       | 68. miejsce | 2:42:39 |

## Rekordy życiowe
Stan na 16.08.2016
| Dystans    | Wynik (s) | Miejsce              | Data                 |
| ---------- | --------- | -------------------- | -------------------- |
| 10 km      | 32:27     | Glasgow              | 09 maja 2010         |
| 20 km      | 1:06:48   | Alphen aan den Rijn  | 07 marca 2010        |
| półmaraton | 1:11:06   | Boulogne-Billancourt | 16 listopada 2008    |
| maraton    | 2:34:54   | Amsterdam            | 10 października 2015 |